# Delica AG
Die Delica AG mit Hauptsitz in Buchs gehört zur Migros Industrie und ist damit Teil der Migros-Gruppe. Das Nahrungsmittelunternehmen verarbeitet und produziert Produkte in den Bereichen Schokolade, Snacks, Kochprodukte und Kaffee.

## Geschichte
Die per 1. Juni 2021 gegründete Delica AG ist ein Zusammenschluss aus den Unternehmen Chocolat Frey AG, Delica AG, Midor AG, Riseria SA und Total Capsule Solutions SA.
Im Jahr 1928 hatte die Firma Migros das Unternehmen „Alkoholfreie Weine AG“ übernommen, der Name wurde 1929 in „Produktion AG Meilen“ umbenannt, der späteren Midor AG. Im Jahr 2007 wurde aus der Firma Migros Betriebe Birsfelden (MBB) die ursprüngliche Delica AG. 2009 kam es dann zur Fusion der Delica AG mit der Chocolat Frey AG. Das Unternehmen Total Capsule Solution war 2015 in Stabio (Kanton Tessin) gegründet worden, hier wurden Kaffee-Produkte mit Fokus auf Handelsmarken-Kaffeekapseln hergestellt.
Auf den 6. September 2022 wurde von der Migros die grösste Produktinnovation in der Firmengeschichte angekündigt. Es folgte eine Portionskaffeemaschine Namens Coffee-B, die nicht mit gewöhnlichen Kaffeekapseln, sondern mit „unverpackten“ Kaffeekugeln funktioniert, die mit einem Überzugsmittel aus Alginat versehen sind. Sowohl die Qualität der Maschinen als auch jene des Kaffees wurden infolge stark bemängelt. Zum Absatz in Frankreich, wo das Produkt zum gleichen Zeitpunkt lanciert wurde, arbeitet die Migros mit Carrefour und Auchan zusammen. In den USA werde Keurig Dr Pepper, durch eine Lizenzvereinbarung mit Delica, ein eigenes Produkt entwerfen und vermarkten.
Nach der Entlassung des Geschäftsführers Raphael Gugerli wurde die Leitung per 1. April 2024 vorübergehend Thomas Gubler übertragen.

## Zahlen und Fakten
An fünf Standorten in der Schweiz sowie zahlreichen Niederlassungen im Ausland beschäftigt die Delica im Jahr 2023 rund 1940 Mitarbeitende.

## Produkte
Das Unternehmen produziert Kakao, Kaffeebohnen, Zucker, Mehl etc. zu bekannten Schweizer Produkten verschiedener Marken, darunter zum Beispiel die Marken Café Royal, Blévita oder Chocolat Frey. Neben ihrem Hauptkunden Migros beliefert die Delica weitere Detailhändler im In- und Ausland sowie Grosshandel, Gastronomie und Industriebetriebe. Die Delica ist darüber hinaus im Bereich Handelsmarken tätig und stellt somit Produkte her, die von den Käufern anschliessend unter anderen Markennamen vertrieben werden.

### Produktpalette
- Schokolade (Marke Chocolat Frey: Tafelschokoladen, Pralinen, Schokoriegel, Schokoladendragées, Schaumküsse, saisonale Artikel)

- Kaffee (Marken Café Royal, Delizio, CoffeeB, Cremesso, Schwiizer Schüümli, Bohnenkaffee und gemahlener Kaffee)
- Biscuits (u. a. Marken Petit Beurre, Créa d’Or, Tradition)
- Glace (u. a. Marken Megastar, Coco ice-Land, Seehund-Family)

- Getreide-Snacks (u. a. Marken Farmer, Blévita)
- Kaugummi
- Trockenfrüchte und Nüsse
- Apéro-Gebäck
- Zwieback, Backmischungen und Dessert-Pulver
- Reis, Kerne und Samen, Hülsenfrüchte
- Trockenpilze

### Eigenmarken
Delica führt eine breite Palette an in der Schweiz bekannten Eigenmarken und Kultprodukten. Dazu gehören unter anderem die Marken Café Royal, Delizio, Chocolat Frey, Blévita, Farmer, Petit Beurre, Sun Queen, Seehund-Glace und Skai.
Die Farmer-Riegel wurden bis ins Jahr 2020 von der Haco produziert, seither von der Delica AG am Standort Meilen.

## Weitere Unternehmen der Migros Industrie AG
- Micarna-Gruppe
- Elsa Group
- Fresh Food & Beverage Group
- Mibelle Group

## Sonstiges
2024 hat Delica eine Ausschreibung der Swiss gewonnen, die Fluggesellschaft für die kommenden drei Jahre mit Schokolade zu beliefern. Bereits 2015 wurde dieser Grossauftrag erstmals an die Chocolat Frey AG vergeben.